# Arborele universal
Arborele universal, în mitologia slavă, este imaginea metaforică a lumii, cu cele trei părți ale sale: Cerul, Pământul și Lumea Subterană. Acest simbol era atribuit stejarului, mesteacănului, scorușului, paltinului sau mărului.
Diverse ființe erau asociate cu părțile copacului. Ramurile aparțineau păsărilor (șoim, privighetoare, păsările fantastice) și erau, de asemenea, în corelație cu Soarele și Luna. Albinele erau asociate cu trunchiul, iar rădăcinile adăposteau castorul și șarpele. 